# Sonate d'église no 10 de Mozart

La Sonate d'église no 10 en fa majeur, K. 244 est une sonate d'église en un seul mouvement composée par Wolfgang Amadeus Mozart en avril 1776 à Salzbourg. Elle était destinée à être utilisée par le Prince-archevêque de Salzbourg, Hieronymus von Colloredo au service de qui travaillait Mozart depuis 1772.

## Caractéristiques
L'œuvre est écrite en fa majeur. La mesure est marquée 3/4, et le tempo indiqué est Allegro. L'œuvre comporte 115 mesures et est divisée en deux parties, chacune d'elles répétée deux fois. Dans la première (mesures 1-46), la tonalité évolue jusqu'à la tonalité de do majeur (dominante). Dans la seconde partie (mesures 47-115), le morceau revient à la tonalité principale.
Comme les autres sonates d'église de Mozart, elle est écrite pour deux violons, un orgue obbligato, et des basses (violoncelle, contrebasse et basson Ad libitum).